# Pelophylax hubeiensis
Pelophylax hubeiensis es un anfibio anuro de la familia Ranidae. Puede formar parte de Pelophylax plancyi.

## Distribución
Es un endemismo de China presente en las provincias de Hubei, Hunan, Anhui y Chongqing. Su presencia en Jiangxi es incierta. Su hábitat natural es las marismas de agua dulce, estanques, regadíos, tierras agrículas. A altitudes entre 60 y 1070 m. No se considera amenazada.

## Publicación original
- Fei & Ye, 1982 : The distributional characteristics of Amphibia in Hubei Province, including description of a new frog. Acta Zoologica Sinica, Beijing, vol. 28, p. 293-301.